# 1871 az irodalomban
Az 1871. év az irodalomban.

## Megjelent új művek
- Lewis Carroll meseregénye: Alice Tükörországban (Through the Looking-Glass, and What Alice Found There)
- George Meredith regénye: The adventures of Harry Richmond (Harry Richmond kalandjai)[1]
- Jules Verne regénye: Az úszó város (Une ville flottante)
- Émile Zola: Rougonék szerencséje (La Fortune des Rougon); a Rougon-Macquart család regényciklus első darabja. Folytatásokban 1870–1871-ben, könyv alakban 1871-ben jelenik meg

### Költészet

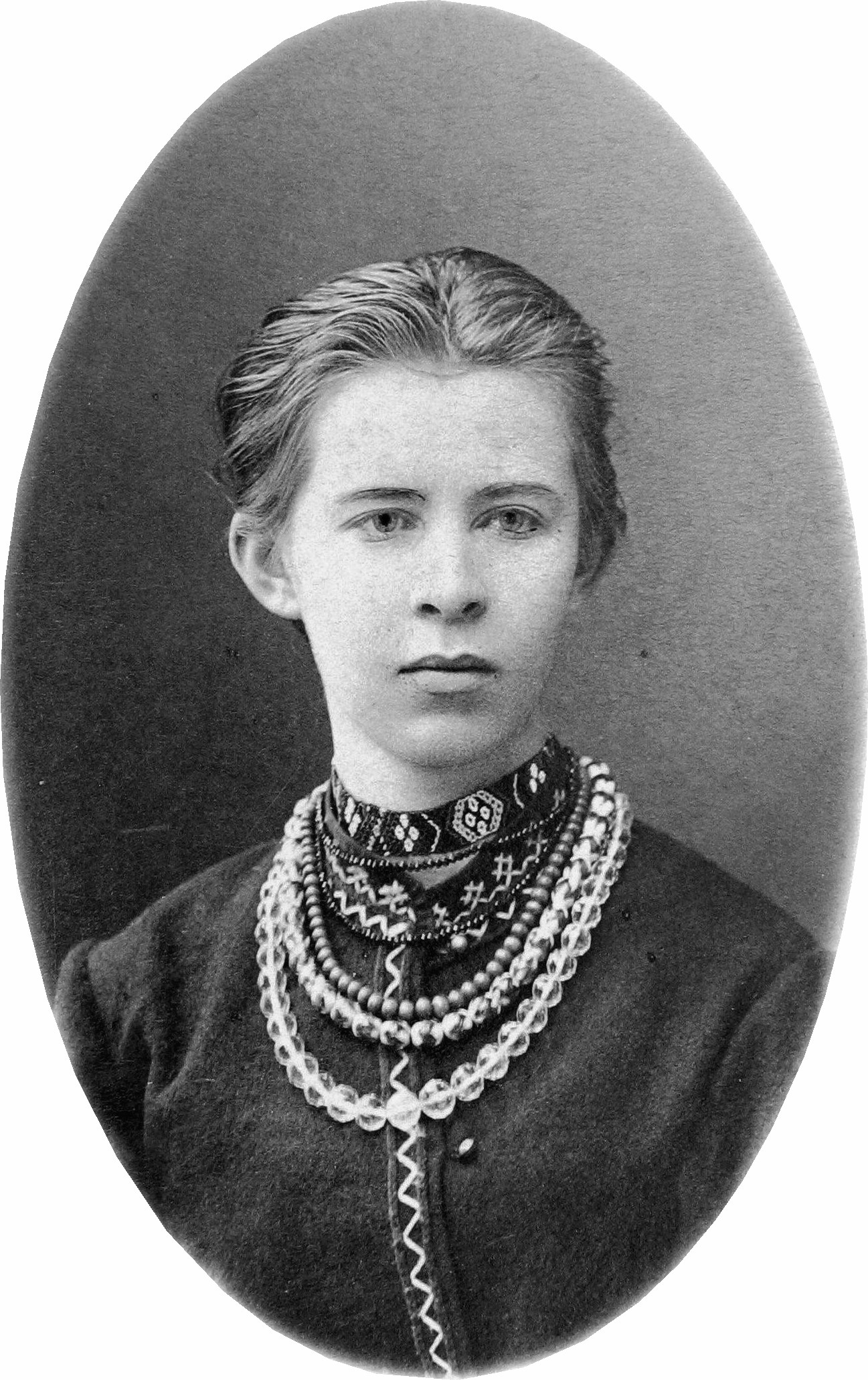
Leszja Ukrajinka

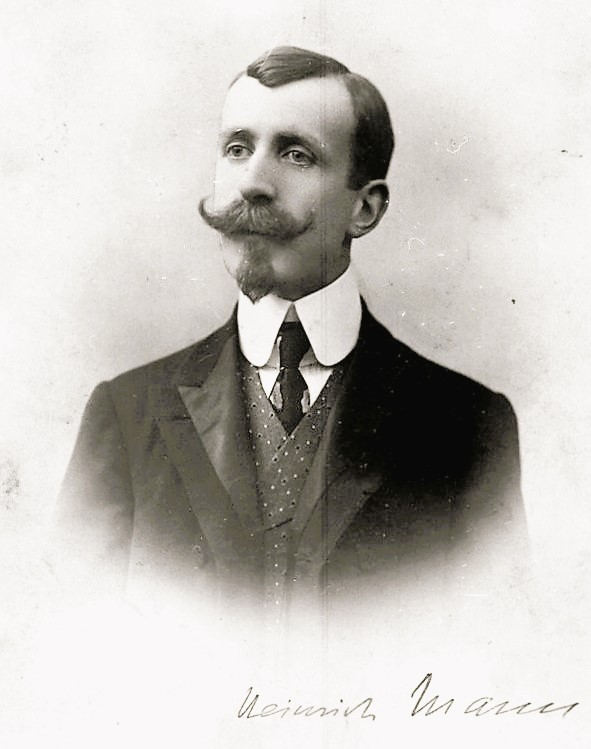
Heinrich Mann

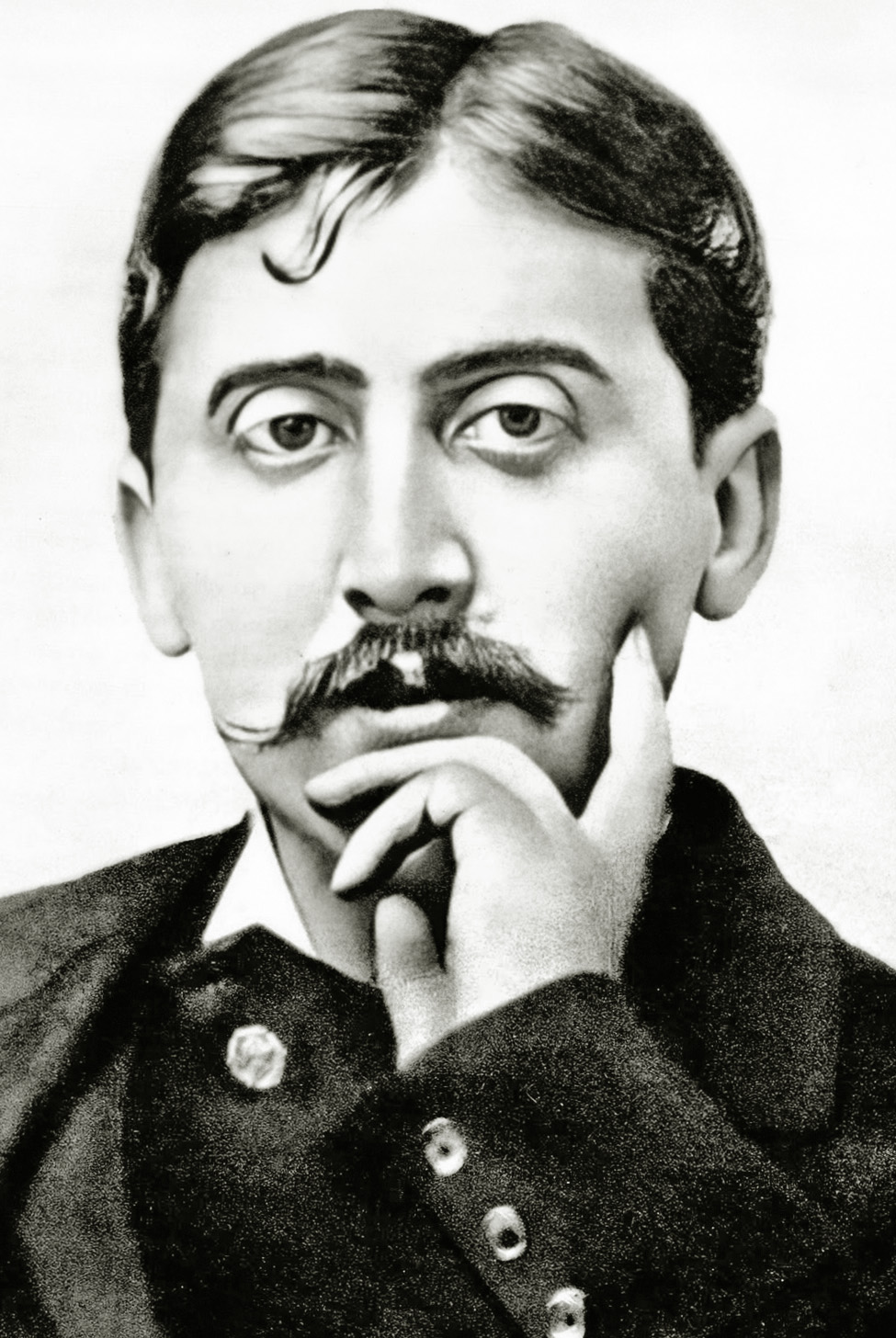
Marcel Proust

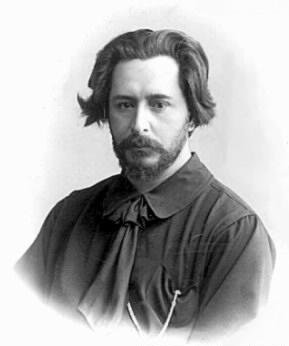
L. Ny. Andrejev

- Algernon Charles Swinburne verseskötete: Songs before Sunrise (Dalok napkelte előtt)[2]
- Franciaországban megjelenik a parnasszisták második közös kötete: Le Parnasse contemporain (Jelenkori Parnasszus). Az első 1866-ban, az utolsó 1876-ban jelent meg.

### Dráma
- Színre kerül és megjelenik Alekszandr Osztrovszkij vígjátéka, az Erdő (Lesz)

### Magyar nyelven
- Tóth Kálmán szatirikus színdarabja: A nők az alkotmányban

## Születések
- január 17. – Nicolae Iorga román történész, irodalmi kritikus, drámaíró, költő († 1940)
- február 25. – Leszja Ukrajinka ukrán költőnő († 1913)
- március 27. – Heinrich Mann német író, drámaíró († 1950)
- május 6. – Christian Morgenstern német költő, író, műfordító († 1914)
- július 10. – Marcel Proust francia regényíró, esszéista, kritikus, Az eltűnt idő nyomában szerzője († 1922)
- július 15. – Kunikida Doppo japán költő és prózaíró († 1908)
- augusztus 9.– Leonyid Nyikolajevics Andrejev orosz próza- és drámaíró († 1919)
- augusztus 11. – Heltai Jenő író, költő, újságíró, producer, dramaturg († 1957)
- augusztus 27. – Theodore Dreiser amerikai író, a naturalista irányzat amerikai képviselője († 1945)
- szeptember 27. – Grazia Deledda Nobel-díjas (1926) olasz írónő († 1936)
- október 18. – Karmenu Psaila pap, Málta nemzeti költője, a máltai himnusz szerzője († 1961)
- október 30. – Paul Valéry francia költő († 1945)
- november 3. – Bán Aladár költő, műfordító, irodalomtörténész, folklorista († 1960)
- november 10. – Winston Churchill amerikai regényíró († 1947)

## Halálozások
- február 2. – Eötvös József író, politikus, a Magyar Tudományos Akadémia elnöke  (* 1813)
- február 12. – Alice Cary amerikai liberális pacifista író és költő, a nők jogainak harcosa (* 1820)
- július 15. – Ján Chalupka szlovák evangélikus lelkész, író, színműíró (* 1791)
- július 31. – Phoebe Cary amerikai költőnő (* 1824)